# BMW K 1100 RT

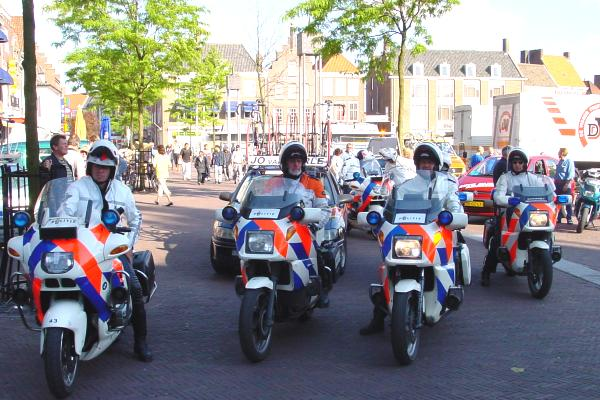
K1100 police.

La BMW K 1100 RT reprend les bases de la K 100.